# Bernadette Devlin
Pour les articles homonymes, voir Devlin.
Josephine Bernadette Devlin McAliskey, née Bernadette Devlin, est une militante socialiste républicaine et féministe née le 23 avril 1947 en Irlande du Nord.
Fondatrice du Parti socialiste républicain irlandais (Irish Republican Socialist Party), elle a siégé au Parlement du Royaume-Uni de 1969 à 1974.

## Biographie
Josephine Bernadette Devlin McAliskey naît le 23 avril 1947, à Cookstown dans le comté de Tyrone en Irlande du Nord. Elle étudie la psychologie à l'université Queen's, d'où elle a été expulsée suite à des campagnes contre les discriminations civiques que subissent les catholiques d'Irlande du Nord par le régime unioniste.
Elle est députée au Parlement du Royaume-Uni de 1969 à 1974, où elle dénonce notamment les violences perpétuées par l'armée britannique, comme après l'épisode du Bloody Sunday en 1972. Elle milite aussi dès 1971 en faveur des prisonniers politiques de la prison de Maze.
En 1989, des loyalistes tentent d'assassiner Bernadette Devlin et son mari à leur domicile. Ces derniers y survivent, après un passage en soins intensifs à l'hôpital Musgrave Park.
Depuis 1998, elle continue à militer pour les droits des immigrés dans la communauté, en étant coordinatrice de l'association South Tyrone Empowerment Programme.